# Nyctereutes abdeslami
Nyctereutes abdeslami es un pariente extinto del perro mapache del Plioceno. Se conoce por una mandíbula de la especie se encontró en Marruecos. Los científicos han notado que Nyctereutes abdeslami tenía molares mucho más grandes que otras especies de su género, sugiriendo que tenía un cuerpo más grande que otros perros mapaches.